# Diadegma areolare
Diadegma areolare là một loài tò vò trong họ Ichneumonidae.